# Axiothea strenua
Axiothea strenua är en skalbaggsart som beskrevs av Francis Polkinghorne Pascoe 1865. Axiothea strenua ingår i släktet Axiothea och familjen långhorningar. Inga underarter finns listade.